# Yuri Buenaventura

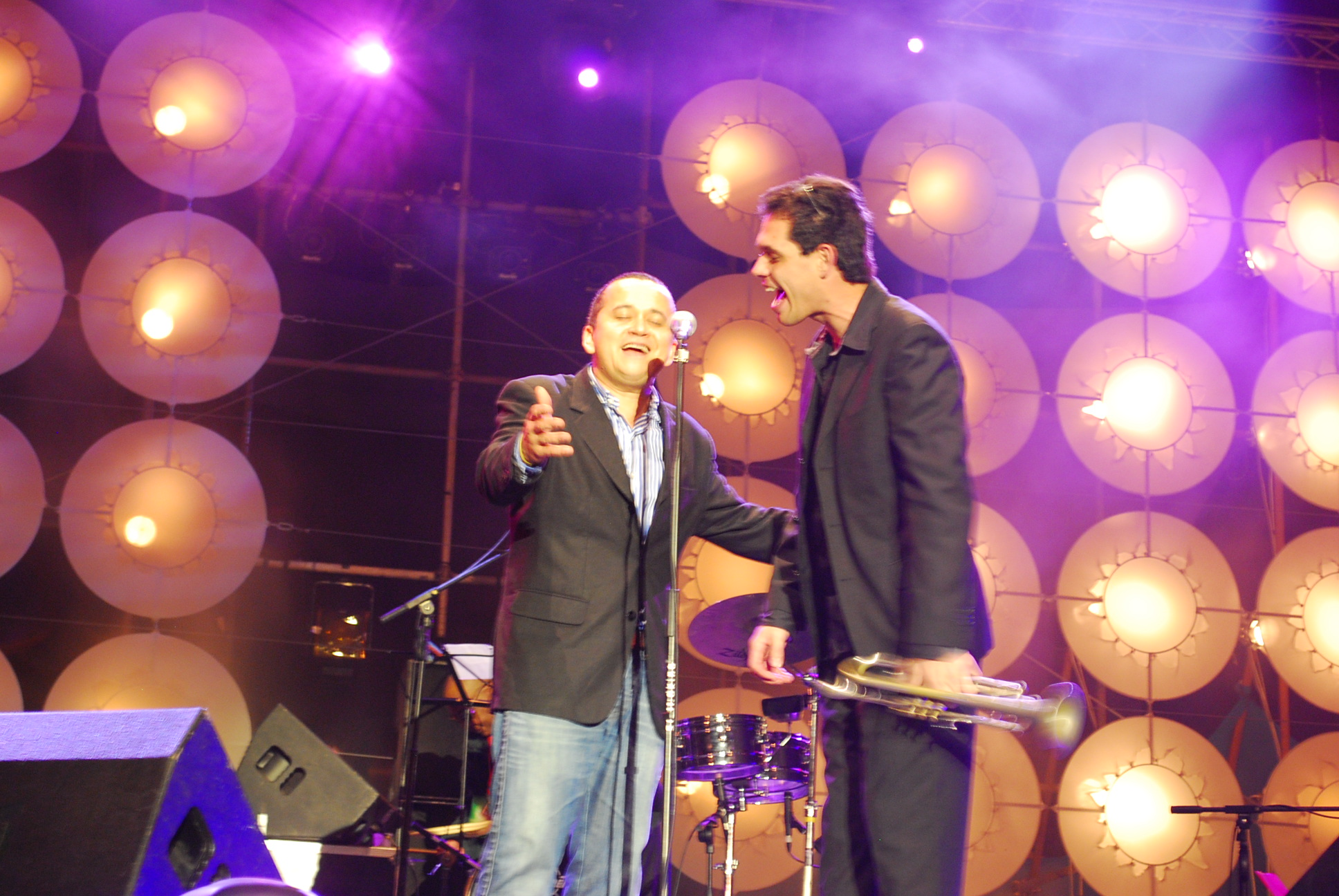
Yuri Buenaventura (links) 2009 in Marokko

Yuri Buenaventura (* 1967 in Buenaventura) ist ein kolumbianischer Musiker, vor allem von Salsa, teilweise aber auch von ganz anderen Stilen wie Tango.
Er wurde 1967 als Yuri Alex Bedoya in der kolumbianischen Hafenstadt Buenaventura geboren, nach der er sich benannte. Zurzeit lebt er in Paris.

## Diskografie
- 1998 (aufgenommen 1996) Herencia Africana (mit einer Coverversion von Jacques Brels „Ne me quitte pas“)
- 2000 Yo soy (mit seinem größten Hit „Salsa“)
- 2003 Vagabundo
- 2005 Salsa Dura
- 2005 Best of Yuri Buenaventura
- 2009 Cita con la luz
- 2015 Paroles